# 捷克内政部
捷克共和国内政部（捷克語：Ministerstvo vnitra České republiky），捷克政府部门之一，于1969年设立。

## 职能
- 国内安全
- 公民身份、身份证、社会安全编号
- 公共档案与收集
- 枪支管理
- 消防服务
- 旅游、国界、移民管控